# HMS Havock (H43)
O HMS Havock foi um contratorpedeiro operado pela Marinha Real Britânica e a nona e última embarcação da Classe H. Sua construção começou em maio de 1935 nos estaleiros da William Denny and Brothers em Dumbarton e foi lançado ao mar em julho de 1936, sendo comissionado na frota britânica em janeiro do ano seguinte. Era armado com uma bateria principal composta por quatro canhões de 120 milímetros e oito tubos de torpedo de 533 milímetros, tinha um deslocamento carregado de quase duas mil toneladas e alcançava uma velocidade de 36 nós (67 quilômetros por hora).
O Havock patrulhou o litoral espanhol durante a Guerra Civil Espanhola, pouco depois de entrar em serviço, ajudando a implementar um bloqueio imposto por britânicos e franceses. Na Segunda Guerra Mundial, o navio inicialmente atuou no Oceano Atlântico procurando embarcações alemãs e depois se envolveu na Campanha da Noruega. Foi transferido para o Mar Mediterrâneo em maio de 1940 e escoltou comboios para Malta, participando também das batalhas do Cabo Spada em julho de 1940, Cabo Matapão em março de 1941, Grécia em abril e Creta em maio, sendo danificado nesta última.
O contratorpedeiro passou a escoltar comboios para a Campanha Norte-Africana e participou da Primeira Batalha de Sirte em dezembro de 1941 e depois da Segunda Batalha de Sirte em março de 1942, quando foi seriamente danificado pelo couraçado Littorio. Foi inicialmente levado para ser consertado em Malta, porém foi danificado ainda mais por ataques aéreos no início de abril. Foi decidido então que o Havock seria levado para Gibraltar para que pudesse ser consertado no local, porém no caminho ele encalhou próximo do Cabo Bon. Sua tripulação foi capturada e internada na França de Vichy.

## Características
O Havock tinha 98,5 metros de comprimento de fora a fora, boca de 10,1 metros e calado de 3,8 metros. Tinha um deslocamento padrão de 1 370 toneladas e um deslocamento carregado de 1 913 toneladas. Seu sistema de propulsão tinha três caldeiras Admiralty que alimentavam duas turbinas a vapor Parsons; a potência indicada era de 34 mil cavalos-vapor para uma velocidade máxima de 36 nós (67 quilômetros por hora). Podia carregar até 480 toneladas de óleo combustível para uma autonomia de 5 530 milhas náuticas (10 240 quilômetros) a quinze nós (28 quilômetros por hora). A tripulação em tempos de paz tinha 137 oficiais e marinheiros, mas aumentou para 146 na guerra.
O armamento principal consistia em quatro canhões Marco IX calibre 45 de 120 milímetros instalados em quatro montagens únicas. A defesa antiaérea era composta por oito metralhadoras Vickers Marco III de 12,7 milímetros em duas montagens quádruplas Marco I. Por fim, foi equipado com oito tubos de torpedo de 533 milímetros montados em dois lançadores quádruplos à meia-nau. Tinha um trilho de cargas de profundidade e dois lançadores. Originalmente carregava vinte cargas, mas este número cresceu para 35 pouco depois do início da Segunda Guerra Mundial. Em meados de 1940 este número tinha crescido novamente, desta vez para 44 cargas.

### Modificações
A maioria dos navios da Classe H tiveram seu lançador de torpedos de ré substituído em favor de um canhão antiaéreo de 76 milímetros depois da evacuação de Dunquerque em 1940, mas não está claro se o Havock passou por essa modificação. Outras mudanças talvez incluíram a substituição de suas duas montagens de metralhadoras entre as chaminés por dois canhões antiaéreos Oerlikon de 20 milímetros, com mais dois adicionados na plataforma de holofote e outros dois nas laterais da ponte de comando.

## Carreira
O Havock foi encomendado dos estaleiros da William Denny and Brothers em Dumbarton em 13 de dezembro de 1934. Seu batimento de quilha ocorreu em 15 de maio de 1935 e foi lançado ao mar em 7 de julho de 1936, sendo finalizado em 16 de janeiro de 1937 ao custo de 248 470 libras esterlinas, excluindo equipamentos fornecidos pelo governo como o armamento. Foi designado para a 2ª Flotilha de Contratorpedeiros da Frota do Mediterrâneo, fazendo patrulhas durante a Guerra Civil Espanhola a fim de aplicar as políticas da Comitê de Não Intervenção. O Havock foi atacado na noite de 31 de agosto para 1º de setembro de 1937 por torpedos lançados pelo submarino italiano Iride enquanto navegava entre o Golfo de Valência e as Ilhas Baleares. Passou por manutenção em Gibraltar entre 19 de outubro e 13 de novembro e depois precisou passar por reparos de 16 de abril a 6 de maio de 1938 depois de ter batido em um cais de pedra. Passou por uma breve manutenção em Sheerness de 15 até 26 de agosto de 1939, retornando para Gibraltar.

### Segunda Guerra
O contratorpedeiro partiu em 30 de agosto para Freetown, em Serra Leoa, chegando em 4 de setembro; a Segunda Guerra Mundial tinha começado dias antes e ele foi inicialmente colocado para caçar navios corsários alemães. Foi transferido de volta para o Reino Unido em novembro para passar por uma revisão mais completa em Sheerness, que ocorreu de 18 de dezembro a 23 de março de 1940. Neste meio-tempo a 2º Flotilha de Contratorpedeiros foi transferida para Frota Doméstica e o Havock se juntou à ela assim que sua revisão terminou. A formação escoltou os quatro contratorpedeiros lança-minas da 20ª Flotilha de Contratorpedeiros em 6 de abril enquanto criavam campos minados no Fiorde Ocidental na Noruega com o objetivo de impedir que minério de ferro sueco fosse transportado de Narvik para a Alemanha. As minas foram colocadas na manhã de 8 de abril, antes dos alemães invadirem a Noruega no dia seguinte. Os contratorpedeiros então se juntaram ao cruzador de batalha HMS Renown e suas escoltas.
O Havock participou em 10 de abril da Primeira Batalha de Narvik, quando ele e outros quatro membros da Classe H da 2º Flotilha de Contratorpedeiros atacaram contratorpedeiros alemães que tinham transportado tropas para Narvik no dia anterior. O líder de flotilha HMS Hardy liderou seus irmãos pelo Fiorde de Ofot em um ataque surpresa contra o porto de Narvik ao amanhecer durante uma nevasca. O Hotspur e o Hostile foram deixados na entrada, mas o Havock entrou e lançou cinco torpedos contra os navios ancorados. Um torpedo acertou o contratorpedeiro Z22 Anton Schmitt na popa. Além disso, acertou o Z18 Hans Lüdemann com dois projéteis de 120 milímetros. Os britânicos encontraram cinco contratorpedeiros inimigos enquanto recuavam. Dois navios alemães cruzaram o "T" britânico e rapidamente incendiaram o Hardy e o forçaram a se encalhar. O Havock era a embarcação seguinte da linha e lançou torpedos, mas todos erraram. Foi atingido por projéteis inimigos, mas não foi muito danificado. Ele saiu da linha no meio da confusão e nevasca para descobrir o que tinha acontecido com o Hardy e proteger a retaguarda dos outros três contratorpedeiros alemães em perseguição, mas seus canhões de vante falharam e assim precisou virar outra vez para disparar os canhões de ré O Havock e o Hostile foram proteger o Hotspur, que tinha sido seriamente danificado, com os três recuando do fiorde. No caminho encontraram o navio de suprimentos alemão Rauenfels, carregado de munição e peças de artilharia, cuja tripulação o tinha encalhado e abandonado depois de ser alvejado pelo Hotspur. Uma equipe de desembarque do Havock descobriu que o navio estava em chamas e ele explodiu depois de ser atingido por apenas dois projéteis. O contratorpedeiro permaneceu na Noruega até maio, quando escoltou o cruzador rápido HMS Birmingham em uma varredura infrutífera pelo Mar do Norte.

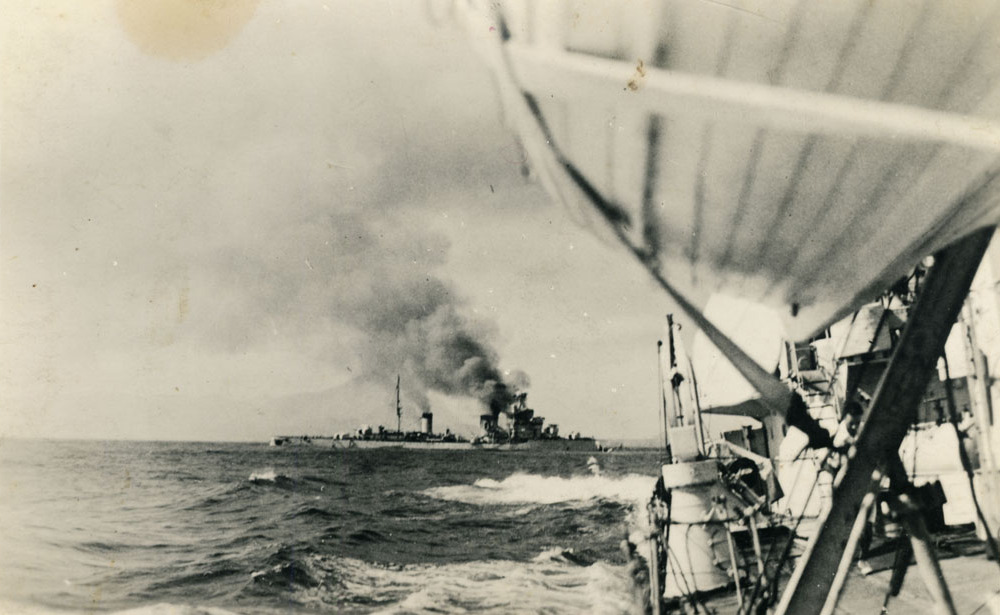
O Bartolomeo Colleoni visto do Havock ao final da Batalha do Cabo Spada

Foi designado para o Comando de Nore pouco depois e bombardeou tropas alemãs em Waalhaven nos Países Baixos em 10 de maio junto com seu irmão HMS Hyperion. Resgatou sobreviventes da balsa naufragada Prinses Juliana próximo do litoral neerlandês e os levou para terra, onde embarcou várias equipes de demolição britânicas. O Havock foi transferido para a Frota do Mediterrâneo em 16 de maio e designado para a 2ª Flotilha de Contratorpedeiros. Participou em 19 de julho da Batalha do Cabo Spada, escoltando o cruzador rápido australiano HMAS Sydney e resgatando alguns dos 525 sobreviventes do cruzador rápido italiano Bartolomeo Colleoni junto com outros contratorpedeiros. Sua sala de caldeiras foi inundada por um ataque aéreo italianos depois da batalha e passou por reparos em Suez no Egito de 29 de julho a 15 de setembro. O Havock e seu irmão HMS Hasty pegaram de surpresa o submarino italiano Berillo na superfície em 2 de outubro próximo do litoral do Egito e o forçaram a se afundar. Os dois contratorpedeiros resgaram 47 sobreviventes.
O Havock passou os seis meses seguintes em escolta, incluindo o porta-aviões HMS Illustrious na Batalha de Tarento em 11 para 12 de novembro. Passou por manutenção em Malta de 22 de dezembro a 20 de fevereiro de 1941. Participou da Batalha do Cabo Matapão, quando torpedeou e afundou o contratorpedeiro italiano Vittorio Alfieri em 28 de março. Evacuou tropas da Batalha da Grécia no final de abril e foi uma das três escoltas do cruzador rápido HMS Ajax enquanto bombardeou Bengasi na Líbia na noite de 7 para 8 de maio. O Havock foi danificado por um ataque aéreo próximo de Heraclião em Creta em 23 de maio, sofrendo quinze mortos e dez feridos. Ficou sob reparos em Alexandria até 16 de junho. Bombardeou posições francesas no Líbano no início de julho, depois escoltou comboios para Tobruque até outubro, quando seus eixos e hélices foram danificados. Ficou sob reparos em Alexandria de 21 de outubro até 4 de dezembro.
Escoltou o navio de suprimentos HMS Breconshire para Malta em meados de dezembro durante o breve confronto da Primeira Batalha de Sirte, em seguida se juntando à Força K em uma tentativa de interceptar um comboio italiano seguindo para Trípoli. A Força K foi parar em um campo minado italiano na noite de 18 para 19 de dezembro que afundou um cruzador e danificou outros dois. O Havock escoltou o seriamente danificado cruzador rápido HMS Aurora para Malta. O Havock e outros quatro contratorpedeiros escoltaram o Breconshire de volta para Alexandria no início de janeiro de 1942. Dias depois escoltou um comboio para Malta, mas foi desviado para acompanhar o cargueiro danificado Thermoplylae de Bengasi para Alexandria, mas este foi afundado no caminho em 19 de janeiro por ataques aéreos. O Havock resgatou alguns dos 350 sobreviventes.
Foi transferido em fevereiro para a 22ª Flotilha de Contratorpedeiros e continuou a escoltar comboios para Malta. Participou da Segunda Batalha de Sirte em 22 de março de 1942 e foi danificado quando estilhaços de um projétil do couraçado italiano Littorio perfuraram uma de suas caldeiras, matando oito tripulantes. O Havock foi forçado a ir para Malta. Enquanto estava na doca foi alvo de ataques aéreos e foi danificado em um em 3 de abril, recebendo para navegar para Gibraltar antes dos reparos serem finalizados. Ele acabou encalhando próximo de Kelibia no Cabo Bon, na Tunísia, em 6 de abril. Sofreu uma perda total e um tripulante morreu. Os sobreviventes foram internados pelos franceses em Laghouat, mas foram libertados em novembro durante a invasão do Norte da África. Seus destroços foram depois torpedeados pelo submarino italiano Aradam.